# Kane Shine
Orlando Andres Moreno Monges (nació el 30 de septiembre de 1992 en Caracas, Valle - Coche) más conocido como Kane Shine, es un cantante y compositor venezolano. Comenzó a interesarse por la música cuando tenía tan solo 3 años junto a su padre Félix Moreno conocido en el mundo de la SALSA como ORLANDO PLATT y su tío Larry Moreno quien era Primer Trombón de Oscar D' Leon y acompañó a grandes artistas de la salsa como Celia Cruz, La India, El Canario, entre otros. Comenzó cantando hip hop, y en el año 2005 perteneció a un grupo llamado 3Black donde interpretó su primer sencillo juntos los otros 2 integrates llamado PA' LOS ILUSOS producido por Dj KAMUS Hip-Hop. 

## Biografía

### Inicios
Pasó su infancia en Guarenas  ciudad del Edo. Miranda en Venezuela donde empezó a cantar desde que tenía 13 años, con un grupo llamado 3Black donde interpretó su primer sencillo llamado PA' LOS ILUSOS producido por Dj KAMUS Hip-Hop. Luego perteneció a un grupo llamado FORTALEZAS CLAN donde consiguió más fanes de los que ya tenía.

### Debut
La primera canción de Kane Shine se llamó "Ella Es Rasta", que rápidamente tuvo una gran aceptación entre el público venezolano, consolidándose como el Artista del género Dancehall.

## Discografía
Álbumes MixTape
- "My Voice Again"

Sencillos
- "Sol, Arena y Mar"
- "Mi Inspiración"
- "Seducción" Ft. Iron Vincent
- "Tu Me Deseas" Ft. Rayco y Gycy
- "Ella Es Rasta" My Voice Again